# Eldon (Missouri)
Pour les articles homonymes, voir Eldon.
Eldon est une ville du comté de Miller, dans le Missouri, aux États-Unis,. Située au nord-ouest du comté, elle est fondée en 1882 et incorporée en 1904.

## Démographie
Lors du recensement de 2010, la ville comptait une population de 4 567 habitants. Elle est estimée, en 2016, à 4 643 habitants.

### Source de la traduction
- (en) Cet article est partiellement ou en totalité issu de l’article de Wikipédia en anglais intitulé « Eldon, Missouri » (voir la liste des auteurs).